# Éclipse solaire du 30 juin 1992
L'éclipse solaire du 30 juin 1992 est une éclipse totale.

## Parcours

Carte animée de l'éclipse.

Cette éclipse totale ne toucha qu'une faible portion du Sud de l'Uruguay, au lever du soleil local ; la station balnéaire de Punta del Este fut concernée. Puis, elle décrit une grande boucle qui fut entièrement marine : elle eut son maximum au milieu de l'Océan Atlantique austral, passa à environ 500 km au Sud du Cap de Bonne-Espérance, pour finir dans l'Océan Indien austral.